# Tsjerpoek-groep
De Tsjerpoek-groep (Russisch: Черпук) is een complex van twee sintelkegels in het Centraal Gebergte in het Russische schiereiland Kamtsjatka. Deze kegels, de Severny (Северный; "noordelijke") Tsjerpoek en de Joezjny (Южный; "zuidelijke" Tsjerpoek, bevinden zich ten zuidwesten van de vulkaan Itsjinskaja Sopka, waarvan voorheen gedacht werd dat ze er deel van uitmaakten. In 2000 werden echter petrologische kenmerken ontdekt die erop wezen dat beiden een verschillende oorsprong hebben en de beide sintelkegels uit de eerste helft van het Holoceen stammen. De kegels vormen de grootste monogenetische vulkanen van het Centraal Gebergte.
De Severny Tsjerpoek bevindt zich op 21 kilometer ten zuidwesten van de Itsjinskaja Sopka en bestaat uit een dubbele kegel, die tijdens de uitbarsting zorgde voor 1,8 kubieke kilometer aan lavastromen langs de noordwestelijke en zuidoostelijke hellingen van het Centraal Gebergte. Een smalle tong van de zuidoostelijke stroom wist tot 22 kilometer van de kern te stromen. De Joezjny Tsjerpoek bevindt zich op 11 kilometer ten zuidwesten van de Itsjinskaja Sopka en zorgde bij haar uitbarsting voor 1,7 kubieke kilometer aan lavastromen, die zich tot 18 kilometer van de vulkaan bewogen; eer naar het zuiden en vervolgens naar het zuidoosten, waarbij ze de zijrivieren van de rivier de Ketatsjan afsneed en zo drie meren deed ontstaan.